# حروف المعاني والصفات
حروف المعاني والصفات من أول الكتب التي عالجت ظاهرة الحروف من جوانبها النحوية واللغوية؛ وهو عبارة عن قاموس مصغر لحوالي مئة وخمسين أداة لغوية.
يمتاز الزجاجي بطريقته الخاصة في تناول الظاهرة اللغوية والنحوية ، فهو كثير الاستشهاد بالشعر العربي القديم، والآيات القرآنية، ويتسم أسلوبه بالموسوعية والتعمق. وموضوع الكتاب في من سأله أن يضع كتابًا يشرح فيه جميع معاني الحروف، وعلى كم وجه يتصرف الحرف منها.

## المؤلف
أبو القاسم عبد الرحمن الزجاجي، (توفي عام 240 هجري). هو النحوي عبد الرحمن بن اسحاق الزجاجي، كنيته أبو القاسم النحوي.